# Gudula Kremers
Gudula Kremers (née à Rio de Janeiro) est une claveciniste classique brésilienne.

## Biographie
Gudula Kremers effectue sa formation au conservatoire de musique de Rio puis elle participe aux classes de maître du pianiste et compositeur allemand Walter Gieseking et étudie avec le claveciniste pianiste et compositeur allemand Fritz Neumeyer. 
Elle enregistre pour le label SWR plusieurs disques, où elle interprète des compositeurs comme Mozart, Beethoven, Bach, Schumann, Grieg, Scarlatti, entre autres. 